# 왕이난
왕이난(중국어: 王一楠, 병음: Wáng Yīnán, 한자음: 왕일남, 1981년 9월 12일 ~ )은 중국의 배우이다.

## 출연작

### 드라마
- 2016년 저장 위성 텔레비전 중국람극장 《니호교안》 - 핑먀오먀오 역
- 2017년 후난위성텔레비전 청춘진행중 《표량적이혜진》 - 주영 역
- 2017년 후난위성텔레비전 금응독파극장 《아문적소년시대》 - 마마반 역
- 2017년 텐센트 웹드라마 《구주해상목운기》 - 목여부인 역
- 2017년 저장 위성 텔레비전 중국람극장 《외과풍운》- 정후이잉 역
- 2018년 후난위성텔레비전 금응독파극장 《지부지부응시녹비홍수》 - 소진씨 역
- 2020년 동방 위성 텔레비전 동방극장 《여과세월가회두》 - 무핑 역
- 2020년 장쑤 위성 텔레비전 행복극장 《애지초》 - 티엔샤오마이 역
- 2021년 후난위성텔레비전 청춘진행중 《이지파생활》 - 리팡 역
- 2021년 후난위성텔레비전 금응독파극장 《광망》 - 라오란 역
- 2022년 후난위성텔레비전 금응독파극장 《저선》 - 왕시우팡 역